# Maramag
Maramag is een gemeente in de Filipijnse provincie Bukidnon op het eiland Mindanao. Bij de laatste census in 2007 had de gemeente bijna 86 duizend inwoners.

## Geografie

### Bestuurlijke indeling
Maramag is onderverdeeld in de volgende 20 barangays:
| - Anahawon - Bagongsilang - Base Camp - Bayabason (Spring) - Camp I - Colambugan - Dagumba-an - Danggawan - Dologon - Kiharong | - Kisanday - Kuya - La Roxas - North Poblacion - Panadtalan - Panalsalan - San Miguel - San Roque - South Poblacion - Tubigon |

## Demografie
Maramag had bij de census van 2007 een inwoneraantal van 85.647 mensen. Dit zijn 10.414 mensen (13,8%) meer dan bij de vorige census van 2000. De gemiddelde jaarlijkse groei komt daarmee uit op 1,80%, hetgeen lager is dan het landelijk jaarlijks gemiddelde over deze periode (2,04%). Vergeleken met de census van 1995 is het aantal mensen met 22.974 (36,7%) toegenomen.

De bevolkingsdichtheid van Maramag was ten tijde van de laatste census, met 85.647 inwoners op 447,26 km², 191,5 mensen per km².